# Conchobar mac Domnaill
Conchobar mac Domnaill  (mort vers 1318),  est le 8e roi d'Uí Maine issu de la lignée des Ó Ceallaigh (anglicisé en  O' Kellys)  il règne de  1316 à 1318.

## Contexte
Conchobar mac Domnaill est le 3e fils de  Domnall mac Conchobair. Il succède sur le trône à son frère Tadhg mac Domnaill après que ce dernier ait été tué lors de la Seconde bataille d'Athenry.
Les Annales de Connacht notent que deux ans plus tard il participe à la grande grand armée rassemblée par  Maelruanaid Mac Diarmata, roi de Moylurg, Toirdelbach mac Aeda Ua Conchobair, roi de Connacht, Ualgarc O Ruairc, roi de Brefne, et Tomaltach Mac Donnchada, seigneur de Tirerrill qui affronte  Cathal mac Domhnaill Ua Conchobair à Fasa Choillid. Cathal impressionné par les forces levées contre lui propose des négociations qui lui sont refusées. Le dos au murs avec l'énergie du désespoir il combat victorieusement les coalisées et Conchobar O Cellaig, roi d'Ui Maine, est tué dans le combat ainsi que Brian le fils de Toirrdelbach O Conchobair, héritier présomptif du connatch ainsi que Brian le fils de Magnus et Cathal le fils de Gilla Crist Mac Diarmata et de nombreux autres combattants qui sont tués ou mortellement blessés.

## Source
- (en) T.W Moody, F.X. Martin et F.J. Byrne, A New History of Ireland IX Maps, Genealogies, Lists. A companion to Irish History part II, Oxford, Oxford University Press, 2011, 690 p. (ISBN 978-0-19-959306-4).